# Asterias amurensis
Asterias amurensis (звичайна морська зірка амурська)  — вид морських зірок ряду Forcipulatida родини Asteriidae.

## Опис
Має широкий центральний диск, від якого відходять 5 широких, сплющених, з тонкими, майже гострими, бічними краями, загострених на кінцях променів, розмах яких у великих форм досягає 30 см. Черевна сторона дуже плоска. Спинні голки дрібні, зазвичай тупо-конусоподібні, одиночні. Найбільші з них іноді розташовуються по середній лінії променя. Забарвлення дуже мінливе, варіює від охристого до темно-фіолетового, але переважають жовтувато-бурі, іноді рожево-бурі форми.

## Поширення
Зустрічається на північному заході  Тихого океану біля берегів північного Китаю, Кореї, Росії і Японії. Цей вид був випадкового завезений в океанічних областях Тасманії,  Австралії, Аляски,  Алеутських островів, частини Європи і штату Мен
.

## Спосіб життя
Зустрічаються на літоралі до глибин 30-40 м, глибше рідкісні. Воліють піщані і кам'янисті ґрунти. На літоралі трапляються серед каменів і заростей водоростей. На великих зарослях водоростей молодь утворює величезні скупчення («дитячі садки»), дрібним бісером покриваючи поверхню макрофітів. Ця морська зірка нерідко зустрічається у забруднених людиною бухтах, де інші види зірок вже не виживають. Це хижаки, що нападають на молюсків (гребінці, устриці, мідії) та інших голкошкірих, і трупоїди. У місцях великих скупчень нерідко спостерігається канібалізм. Іноді під водою можна спостерігати своєрідні «кулі» з багатьох астерій, що обліпили жертву вивернутими шлунками.

## Розмноження
Період нересту розтягнутий і зазвичай складається з двох етапів: червень-липень і вересень. Астерії утворюють щільні нерестові скупчення. Цікава нерестова поведінка цих зірок. Самки піднімаються над ґрунтом на променях і їх статеві продукти скупчуються між променями у вигляді невеликих (2-3 см) помаранчевих горбків. Самці повзають навколо самок, злегка піднімаючи центральну частину і викидають свої статеві продукти білого кольору. Потім зірки обох статей починають повзати в районі нерестовищ, одночасно перемішуючи статеві продукти і охороняючи їх від риб і різних ракоподібних. Такий тип поведінки також можна назвати турботою про потомство. Личинка планктотрофна (тобто живиться планктоном).